# Монгар
Монгар (англ. Mongar) — город в Бутане, административный центр дзонгхкага Монгар.
Население города составляет 3502 человека (перепись 2005 г.), а по оценке 2012 года — 3880 человек.
Город расположен на горе высоко над рекой Кури-Чу (она протекает на высоте около 520 м, а город — на высоте 1600 м), что характерно для восточного Бутана, в котором мало речных долин, а основные зоны земледелия высоко.
Город находится на главном шоссе Бутана от Тхимпху до Трашиганга. От Монгара отходит дорога на север в сторону Лхунце.
Монгарская больница считается одной из лучших в Бутане.

## Достопримечательности
- Крепость Монгар-дзонг над городом, в которой расположена администрация области и монастырь. Здесь проводятся ежегодные фестивали цечу примерно в ноябре, длительностью 4 дня
- Монастырь Йаганг-лакханг, основанный сыном Пема Лингпа, на небольшом удалении от города. Здесь 10 числа 5 месяца по бутанскому календарю проводится Йаганг-цечу.[3]
- Несколько чортенов

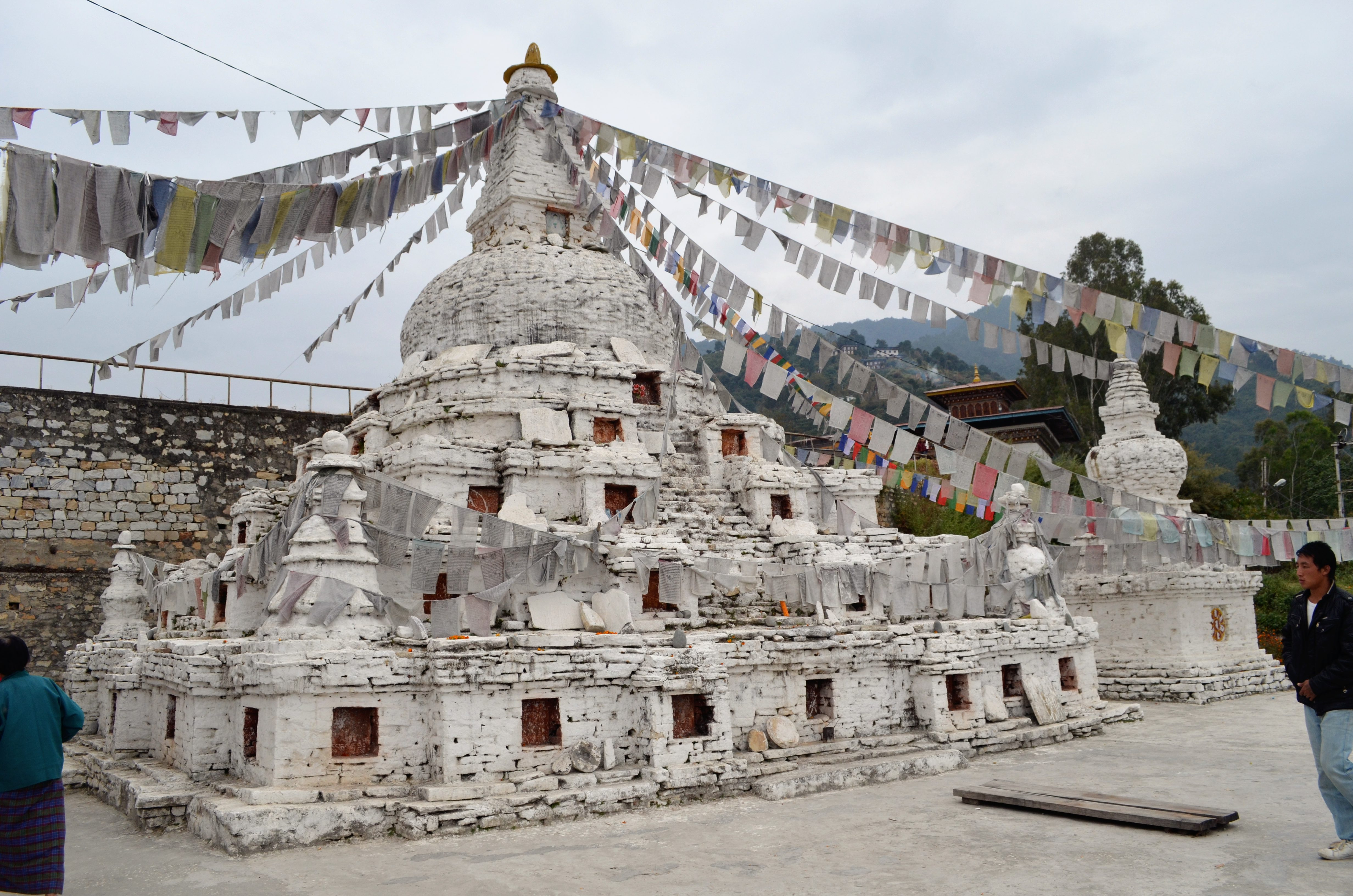
Древний буддистский чортен в городе Монгар
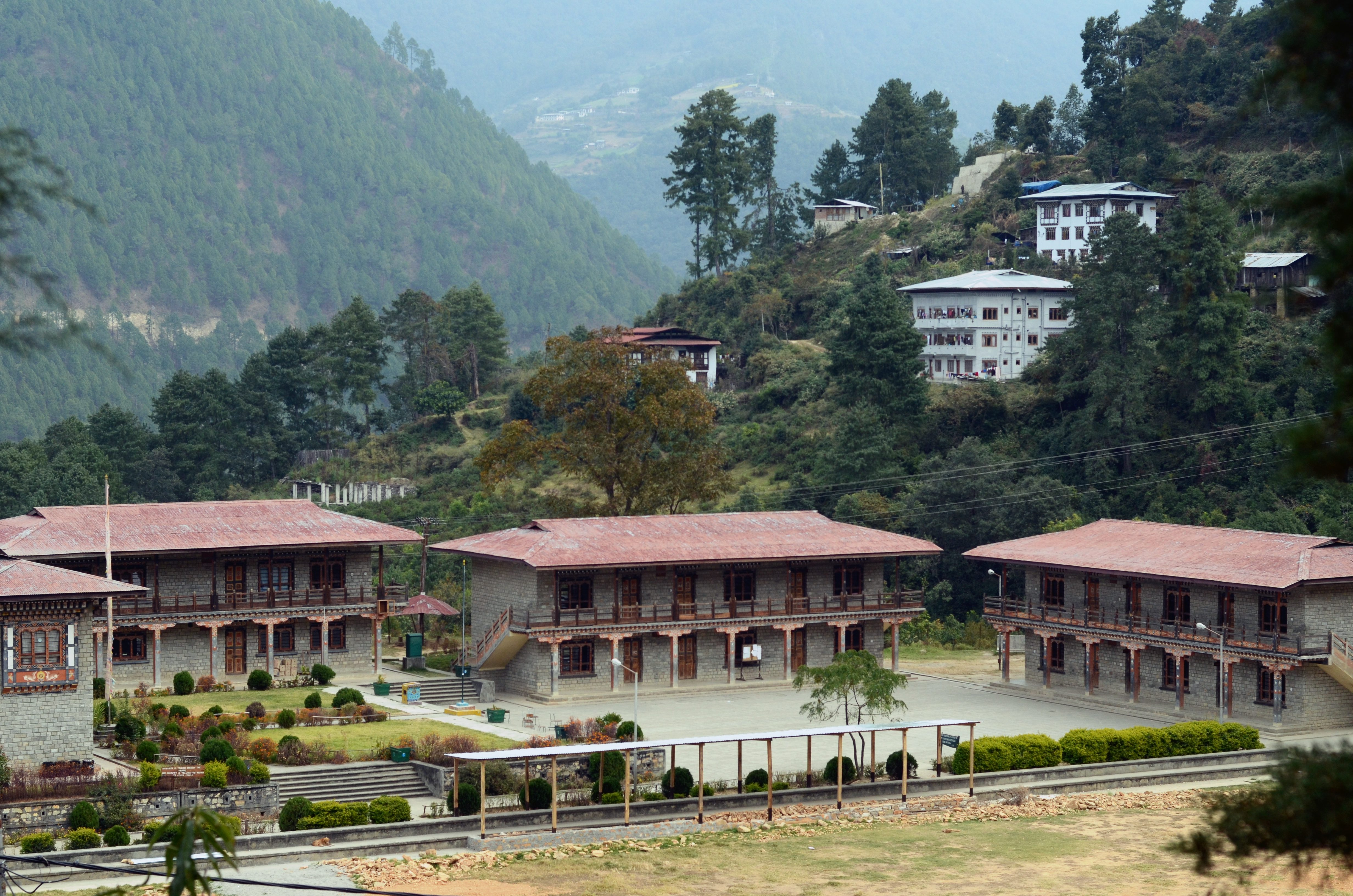
Начальная школа в Монгаре
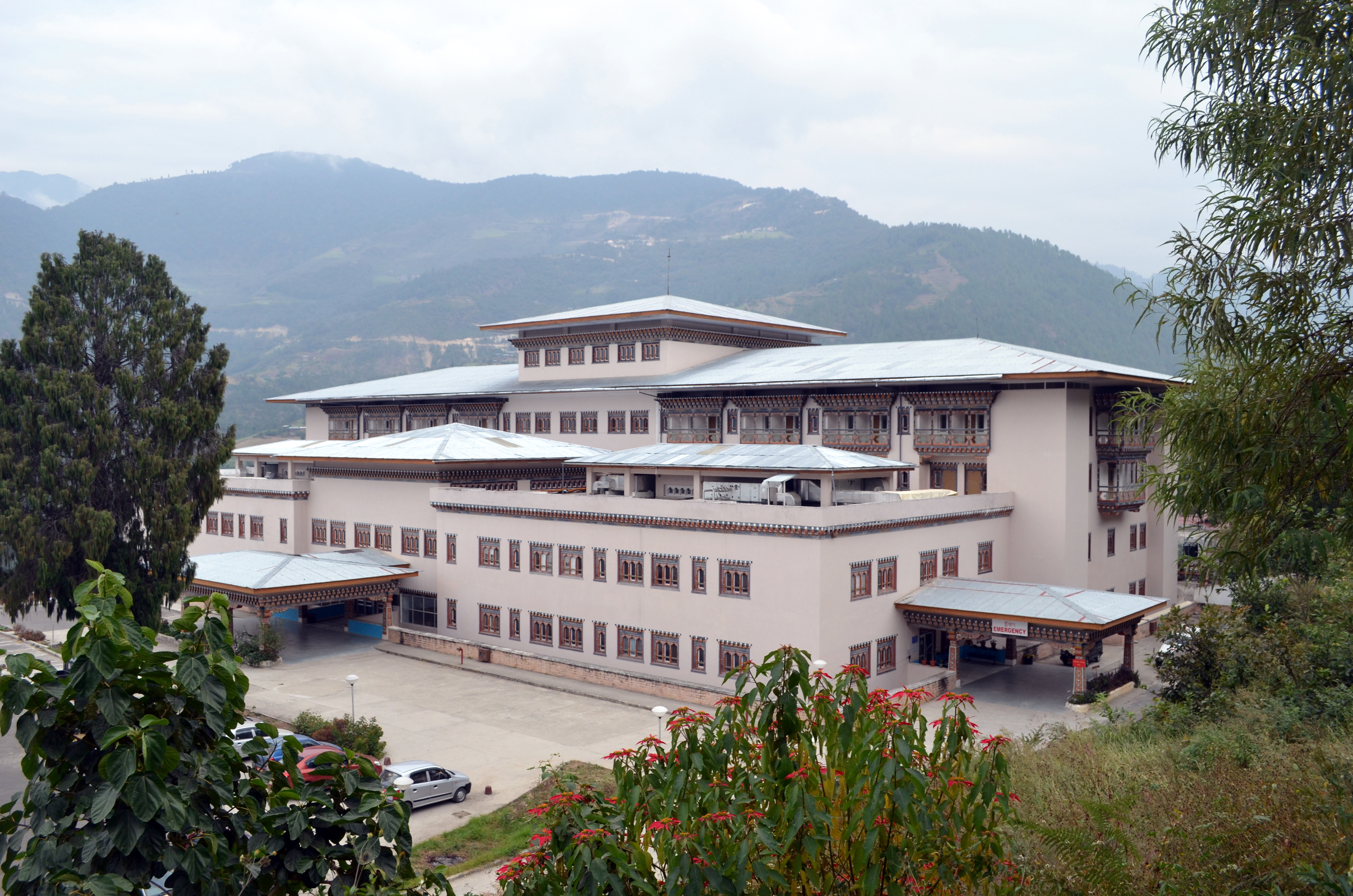
Региональная больница в Монгаре